# Hyalinothrix gracilis
Hyalinothrix gracilis is een zeester uit de familie Ganeriidae.
De wetenschappelijke naam van de soort werd in 1985 gepubliceerd door Aziz & Jangoux.